# Apisai Smith
Apisai Smith (25 agosto 1983) è un calciatore figiano, centrocampista del Rewa.

## Carriera

### Nazionale
Nel 2012 ha partecipato alla Coppa d'Oceania con la Nazionale figiana.